# Daviot (Aberdeenshire)
Daviot (Schottisch-gälisch: Deimhidh) ist eine Ortschaft in Aberdeenshire. Sie liegt etwa 30 Kilometer nordwestlich von Aberdeen.
Bei der Ortschaft befindet sich einer der besterhaltenen neolithischen Steinkreise des Typs Recumbent Stone Circle (RSC) in Nordostschottland.
Das hiesige Herrenhaus, das House of Daviot, ist ein ehemaliges Altenheim.
Daviot selber ist die Fabrikationsanlage der Schlumberger-Unternehmensgruppe für Sprengstoffe. Nahe der Ortschaft befindet sich auch das erste Feld mit genetisch verändertem Anbau.

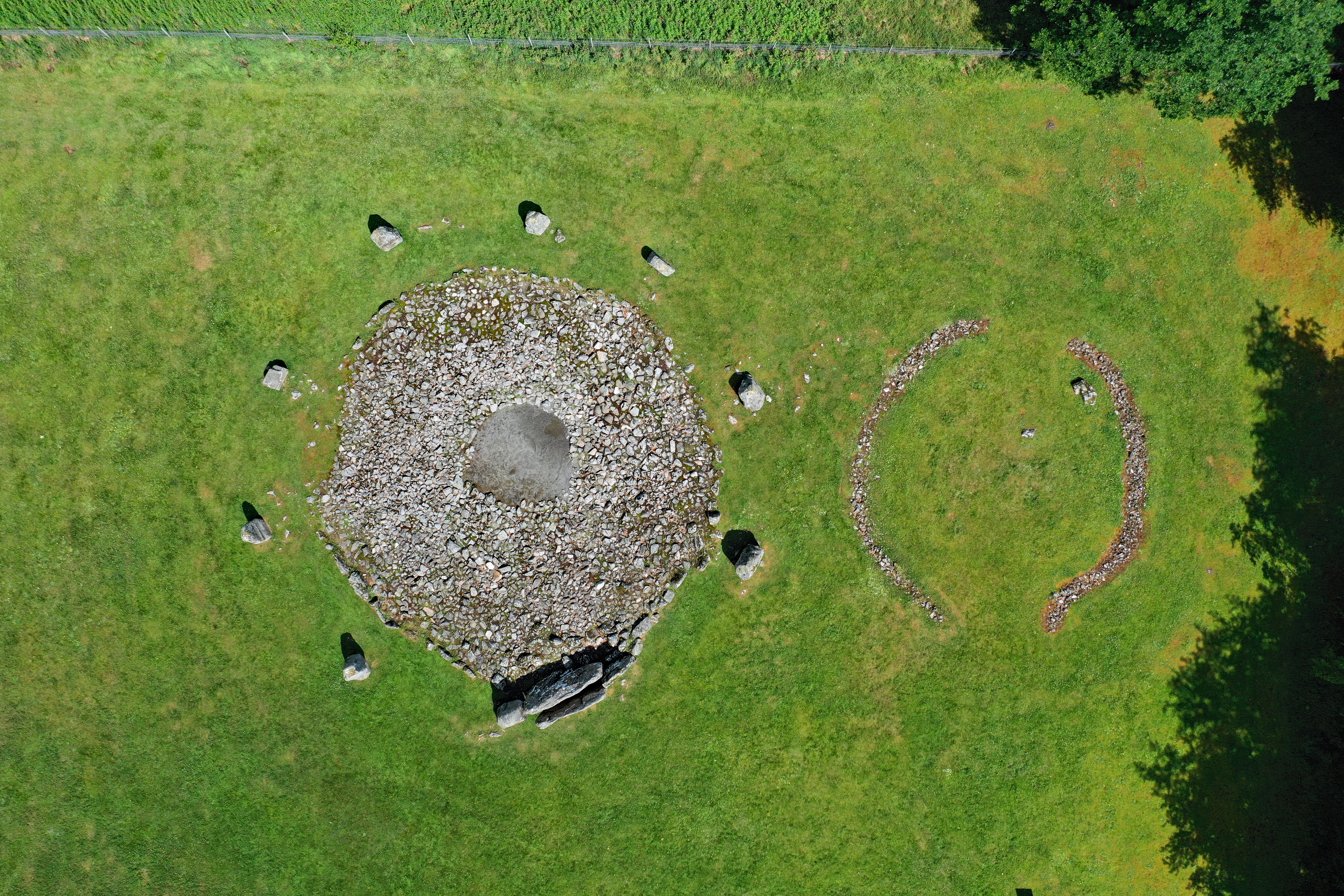
Der Steinkreis Loanhead of Daviot – rechts der benachbarte Kreis
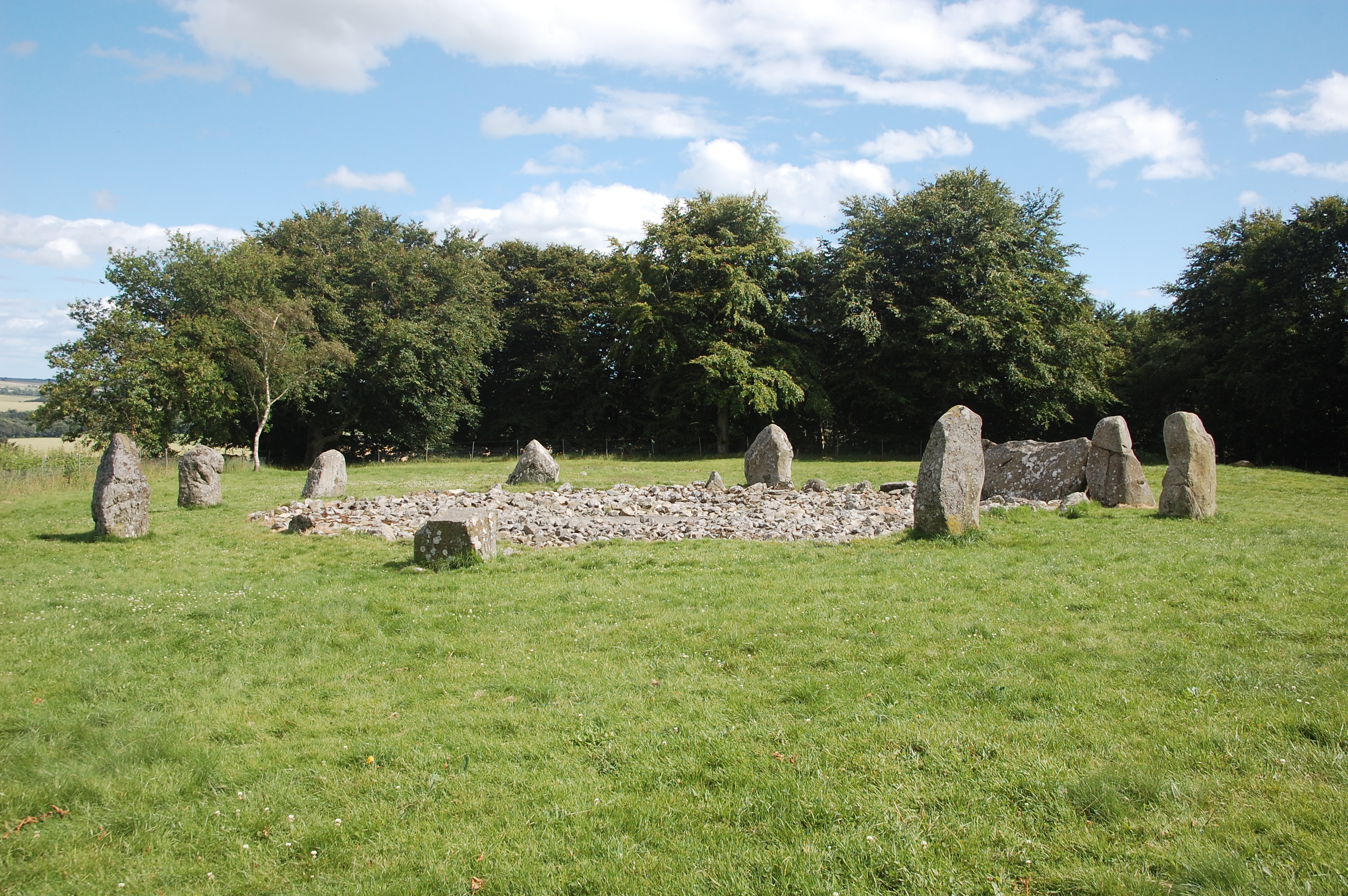
Der Steinkreis Loanhead of Daviot

## Persönlichkeiten
- William Robinson Clark (1829–1912), Theologe, hier geboren